# Capi di Stato e di governo nel 1954
Questa è la lista dei Capi di Stato e di governo nel 1954.

## Africa
- Egitto
  - Presidenti dell'Egitto:

  1. Muḥammad Naǧīb (1953-1954)
  2. Gamal Abd el-Nasser (1954)
  3. Muḥammad Naǧīb (1954)
  4. Gamal Abd el-Nasser (1954-1970)

  - Primo ministro:

  1. Muḥammad Naǧīb (1953-1954)
  2. Gamal Abd el-Nasser (1954)
  3. Muḥammad Naǧīb (1954)
  4. Gamal Abd el-Nasser (1954-1962)
- Etiopia
  - Imperatore: Haile Selassie I (1941–1974)
  - Primo ministro: Makonnen Endelkachew (1942–1957)
- Liberia
  - Presidente: William Tubman (1944–1971)
- Libia
  - Re: Idris (1951–1969)
  - Primo ministro:

  1. Mahmud al-Muntasir, (1951–1954)
  2. Muhammad Sakizli (1954)
  3. Mustafa Ben Halim (1954-1957)
- Sud Africa
  - Re: Elisabetta II (1952–1961)
  - Governatore generale: Ernest Jansen (1951–1959)
  - Primo ministro:

  1. Daniel François Malan (1948–1954)
  2. Johannes Gerhardus Strijdom (1954-1958)

## America
- Argentina
  - Presidente: Juan Domingo Perón (1946–1955)
- Bolivia
  - Presidente: Víctor Paz Estenssoro (1952–1956)
- Brasile
  - Presidente:

  1. Getúlio Vargas (1951–1954)
  2. João Café Filho (1954-1955)
- Canada
  - Re: Elisabetta II (1952–2022)
  - Governatore generale del Canada: Vincent Massey (1952–1959)
  - Primo ministro: Louis Saint-Laurent (1948–1957)
- Cile
  - Presidente: Carlos Ibáñez del Campo (1952–1958)
- Colombia
  - Presidente: Gustavo Rojas Pinilla (1953-1957)
- Costa Rica
  - Presidente: José Figueres Ferrer (1953-1958)
- Cuba
  - Presidente: Fulgencio Batista (1952–1959)
  - Primo ministro: carica vacante (1952-1955) ???
- Repubblica Dominicana
  - Presidente: Héctor Trujillo (1952–1960)
- Ecuador
  - Presidente: José María Velasco Ibarra (1952–1956)
- El Salvador
  - Presidente: Óscar Osorio (1950–1956)
- Guatemala
  - Presidente:

  1. Jacobo Arbenz Guzmán (1951–1954)
  2. Carlos Enrique Díaz de León (1954)
  3. Elfego Hernán Monzón Aguirre (1954)
  4. Carlos Castillo Armas (1954-1957)
- Haiti
  - Presidente: Paul Eugène Magloire (1950–1956)
- Honduras
  - Presidente:

  1. Juan Manuel Gálvez (1949–1954)
  2. Julio Lozano Díaz (1954-1956)
- Messico
  - Presidente: Adolfo Ruiz Cortines (1952–1958)
- Nicaragua
  - Presidente: Anastasio Somoza García (1950–1956)
- Panama
  - Presidente: José Antonio Remón Cantera (1952–1955)
- Paraguay
  - Presidente:

  1. Federico Chávez (1949–1954)
  2. Tomás Romero Pereira (1954)
  3. Alfredo Stroessner (1954-1989)
- Perù
  - Presidente: Manuel A. Odría (1950–1956)
  - Primo ministro:

  1. Zenón Noriega Agüero (1950–1954)
  2. Roque Augusto Saldías Maninat (1954-1956)
- Stati Uniti d'America
  - Presidente: Dwight Eisenhower (1953-1961)
- Uruguay
  - Presidente: Andrés Martínez Trueba (1951–1955)
- Venezuela
  - Presidente: Marcos Pérez Jiménez (1952–1958)

## Asia
- Afghanistan
  - Re: Mohammed Zahir Shah (1933–1973)
  - Primo ministro: Mohammed Daud Khan (1953-1963)
- Arabia Saudita
  - Re:  Sa'ud (1953-1964)
- Bhutan
  - Re: Jigme Dorji Wangchuck (1952–1972)
  - Primo ministro: Jigme Palden Dorji (1952–1964)
- Birmania
  - Presidente: Ba U (1952–1957)
  - Primo ministro: U Nu (1948–1956)
- Cambogia
  - Re: Norodom Sihanouk (1941-1955)
  - Primo ministro:

  1. Chan Nak (1953-1954)
  2. Norodom Sihanouk (1954)
  3. Penn Nouth (1954-1955)
- Ceylon
  - Re: Elisabetta II (1952–1972)
  - Governatore generale:

  1. Herwald Ramsbotham (1949–1954)
  2. Oliver Ernest Goonetilleke (1954-1962)

  - Primo ministro: John Kotelawala (1953-1956)
- Cina
  - Presidente: Mao Tse-tung (1949–1959)
  - Primo ministro: Zhou Enlai (1949–1976)
- Corea del Nord
  - Capo di Stato: Kim Tu-bong (1948–1957)
  - Primo ministro: Kim Il-sung (1948–1972)
- Corea del Sud
  - Presidente: Syngman Rhee (1948–1960)
  - Primo ministro:

  1. Baek Du-jin (1952–1954)
  2. [[Byeon Yeong-tae
- Filippine
  - Presidente: Ramón Magsaysay (1953-1957)
- Giappone
  - Imperatore: Hirohito (1926–1989)
  - Primo ministro:

  1. Shigeru Yoshida (1948–1954)
  2. Ichirō Hatoyama (1954-1956)
- Giordania
  - Re: Hussein (1952–1999)
  - Primo ministro:

  1. Fawzi Mulki (1953-1954)
  2. Tawfik Abu Al-Huda (1954-1955)
- India
  - Presidente: Rajendra Prasad (1950–1962)
  - Primo ministro: Jawaharlal Nehru (1947–1964)
- Indonesia
  - Presidente: Sukarno (1945–1967)
  - Primo ministro: Ali Sastroamidjojo (1953-1955)
- Iran
  - Shah: Mohammad Reza Pahlavi (1941–1979)
  - Primo ministro: Fazlollah Zahedi (1953-1955)
- Iraq
  - Re: Faisal II (1939–1958)
  - Primo ministro:

  1. Muhammad Fadhel al-Jamali (1953-1954)
  2. Arshad al-Umari (1954)
  3. Nuri al-Sa'id (1954-1957)
- Israele
  - Presidente: Itzhak Ben-Zvi (1952–1963)
  - Primo ministro:

  1. David Ben Gurion (1948–1954)
  2. Moshe Sharett (1954-1955)
- Laos
  - Re: Sisavang Vong (1946-1959)
  - Primi ministri:

  1. Souvanna Phouma (1951-1954)
  2. Katay Don Sasorith (1954-1956)
- Libano
  - Presidente: Camille Chamoun (1952–1958)
  - Primo ministro:
    1. 'Abd Allah al-Yafi (1953-1954)
    2. Sami as-Solh (1954-1956)
- Mongolia
  - Presidente:
    1. Sükhbaataryn Yanjmaa (1953-1954)
    2. Jamsrangiin Sambuu (1954-1972)

  - Primo ministro: Yumjaagiin Tsedenbal (1952–1974)
- Mascate e Oman
  - Sultano: Sa'id bin Taymur (1932–1970)
- Nepal
  - Re: Tribhuvan (1951–1955)
  - Primo ministro: Matrika Prasad Koirala (1953-1955)
- Pakistan
  - Re: Elisabetta II (1952–1956)
  - Governatore generale: Malik Ghulam Muhammad (1951–1955)
  - Primo ministro: Muhammad Ali Bogra (1953-1955)
- Siria
  - Presidente:
    1. Adib al-Shishakli (1953-1954)
    2. Hashim el-Atassi (1954-1955)

  - Primo ministro:
    1. Adib al-Shishakli (1953-1954)
    2. Sabri al-Asali (1954)
    3. Said al-Ghazzi (1954)
    4. Fares al-Khoury (1954-1955)
- Taiwan
  - Presidente: Chiang Kai-shek (1950–1975)
  - Primo ministro:

  1. Chen Cheng (1950–1954)
  2. Yu Hung-chun (1954-1958)
- Thailandia
  - Re: Bhumibol Adulyadej (1946–2016)
  - Primo ministro: Plaek Pibulsonggram (1948–1957)
- Turchia
  - Presidente: Celâl Bayar (1950–1960)
  - Primo ministro: Adnan Menderes (1950–1960)
- Vietnam del Nord
  - Presidente: Ho Chi Minh (1945–1969)
  - Primo ministro: Ho Chi Minh (1945–1955)
- Vietnam del Sud
  - Presidente: Bảo Đại (1949–1955)
  - Primo ministro:

  1. Bửu Lộc (1954)
  2. Phan Huy Quát (1954) acting
  3. Ngo Dinh Diem (1954-1955)
- Yemen
  - Re: Ahmad bin Yahya (1948–1955)
  - Primo ministro: Hassan ibnbin Yahya (1948–1955)

## Europa
- Albania
  - Presidente: Haxhi Lleshi (1953-1982)
  - Primo ministro:

  1. Enver Hoxha (1944–1954)
  2. Mehmet Shehu (1954-1981)
- Andorra
  - Coprincipi di Andorra:
    - Coprincipe francese:

    1. Vincent Auriol (1947–1954)
    2. René Coty (1954-1959)

    - Coprincipe episcopale: Ramón Iglesias i Navarri (1943–1969)
- Austria
  - Presidente: Theodor Körner (1951–1957)
  - Primo ministro: Julius Raab (1953-1961]]
  - Governatore militare statunitense: Llewellyn Thompson (1952–1955)
  - Governatore militare britannico:
    1. Harold Caccia (1950–1954)
    2. Geoffrey Wallinger (1954-1955)

  - Governatore militare francese: Jean Payart (1950–1955)
  - Governatore militare sovietico: Ivan Ilyichev (1953-1955)
- Belgio
  - Re Baldovino (1951–1993)
  - Primo ministro:

  1. Jean Van Houtte (1952–1954)
  2. Achille Van Acker (1954-1958)
- Bulgaria
  - Presidente: Georgi Damjanov (1950–1958)
  - Primo ministro: Vălko Červenkov (1950–1956)
- Cecoslovacchia
  - Presidente: Antonín Zápotocký (1953-1957)
  - Primo ministro: Viliam Široký (1953-1963)
- Danimarca
  - Re: Federico IX (1947–1972)
  - Primo ministro: Hans Hedtoft (1953-1955)
- Finlandia
  - Presidente: Juho Kusti Paasikivi (1946–1956)
  - Primo ministro:
    1. Sakari Tuomioja (1953-1954)
    2. Ralf Törngren (1954)

Urho Kekkonen (1954-1956)
- Francia
  - Presidente:
    1. Vincent Auriol (1947–1954)
    2. René Coty (1954–1959)

  - Primo ministro:
    1. Joseph Laniel (1953-1954)
    2. Pierre Mendès France (1954-1955)
- Germania Est
  - Presidente: Wilhelm Pieck (1949–1960)
  - Presidente del Consiglio: Otto Grotewohl (1949–1964)
- Germania Ovest
  - Presidente: Theodor Heuss (1949–1959)
  - Cancelliere: Konrad Adenauer (1949–1963)
- Grecia
  - Re: Paolo (1947–1964)
  - Primo ministro: Alexandros Papagos (1952–1955)
- Irlanda
  - Presidente: Seán T. O'Kelly (1945–1959)
  - Primo ministro:
    1. Éamon de Valera (1951–1954)
    2. John Aloysius Costello (1954–1957)
- Islanda
  - Presidente: Ásgeir Ásgeirsson (1952–1968)
  - Primo ministro: Ólafur Thors (1953-1956)
- Italia
  - Presidente: Luigi Einaudi (1948–1955)
  - Primo ministro:
    1. Giuseppe Pella (1953-1954)
    2. Amintore Fanfani (1954)
    3. Mario Scelba (1954-1955)
- Jugoslavia
  - Capo di Stato: Josip Broz Tito (1953-1980)
  - Primo ministro: Josip Broz Tito (1945–1963)
- Liechtenstein
  - Principe:Francesco Giuseppe II (1938–1989)
  - Primo ministro: Alexander Frick (1945–1962)
- Lussemburgo
  - Granduchessa: Carlotta (1919–1964)[1]
  - Primo ministro: Joseph Bech (1953-1958)
- Monaco
  - Principe: Rainieri (1949–2005)
  - Primo ministro: Henry Soum (1953-1959)
- Norvegia
  - Re: Haakon VII (1905–1957)[1]
  - Primo ministro: Oscar Torp (1951–1955)
- Paesi Bassi
  - Regina: Giuliana (1948–1980)
  - Primo ministro: Willem Drees (1948–1958)
- Polonia
  - Presidente: Aleksander Zawadzki (1952–1964)
  - Primo ministro:
    1. Bolesław Bierut (1952–1954)
    2. Józef Cyrankiewicz (1954-1970)
- Portogallo
  - Presidente: Francisco Craveiro Lopes (1951–1958)
  - Primo ministro: António de Oliveira Salazar (1932–1968)
- Regno Unito
  - Re: Elisabetta II (1952–2022)
  - Primo ministro: Winston Churchill (1951–1955)
- Romania
  - Presidente: Petru Groza (1952–1958)
  - Primo ministro: Gheorghe Gheorghiu-Dej (1952–1955)
- San Marino
  - Capitani reggenti:
    1. Giordano Giacomini e Giuseppe Renzi (1953-1954)
    2. Giuseppe Forcellini e Secondo Fiorini (1954)
    3. Agostino Giacomini e Luigi Montironi (1954–1955)
- Spagna
  - Capo di Stato: Francisco Franco (1936–1975)
  - Primo ministro: Francisco Franco (1939–1973)
- Svezia
  - Re: Gustavo VI Adolfo (1950–1973)
  - Primo ministro: Tage Erlander (1946–1969)
- Svizzera
  - Presidente: Rodolphe Rubattel (1954)
- Ungheria
  - Presidente: István Dobi, (1952–1967)
  - Primo ministro: Imre Nagy (1953-1955)
- Unione Sovietica
  - Presidente: Kliment Efremovič Vorošilov (1953-1960)
  - Primo ministro: Georgij Maksimilianovič Malenkov (1953-1955)
- Vaticano
  - Papa: Pio XII (1939–1958)
  - Presidente del Governatorato: Nicola Canali (1939-1961)

## Oceania
- Australia
  - Re: Elisabetta II (1952–2022)
  - Governatore generale: William Slim (1953-1960)
  - Primo ministro: Robert Menzies (1949–1966)
- Nuova Zelanda
  - Re: Elisabetta II (1952–2022)
  - Governatore generale: Willoughby Norrie (1952–1957)
  - Primo ministro: Sidney Holland (1949–1957)